# Фрідріх Ліпманн
Фрідріх Ліпманн (нім. Friedrich Lippmann; 6 жовтня 1838, Прага — 2 жовтня 1903, Берлін) — німецько-австрійський історик мистецтва, директор Гравюрного кабінету в Берліні.

## Біографія
Народився у Празі в родині заможного фабриканта. У дитинстві та юності не цікавився заняттями своїх однолітків, багато часу проводив з батьком та хворою старшою сестрою, супроводжував батька під час подорожей до Італії, де й пробудився його інтерес до мистецтва. Захоплювався спортом, був чудовим фехтувальником, велосипедистом, альпіністом, також займався греблею та кінним спортом.
У Празі закінчив гімназію та поступив на правничий факультет Празького університету. Оскільки в той час предмету «історія мистецтва» ще не викладали в університеті, Ліпманн збагачував свої знання в цій царині під час поїздок до Франції та Англії. Багато працював у Королівській бібліотеці та в Альбретіні у Відні. Згодом захопився колекціонуванням творів мистецтва.
1867 року вступив до товариства австрійських музеїв. 1876 року одержав пропозицію очолити Гравюрний кабінет у Берліні. На посаді директора зміг розширити колекцію гравюр і малюнків Дюрера, яка тепер не поступається збірці в Альбретіні.
Неперевершеними залишаються його публікації про малюнки Дюрера (7 томів), про ілюстрації Боттічеллі до «Божественної комедії», а також праці про Рембрандта.
Відомий історик мистецтва Макс Фрідлендер працював волонтером у Гравюрного кабінету в Берліні в той час, коли Ліпманн був там директором.

## Праці

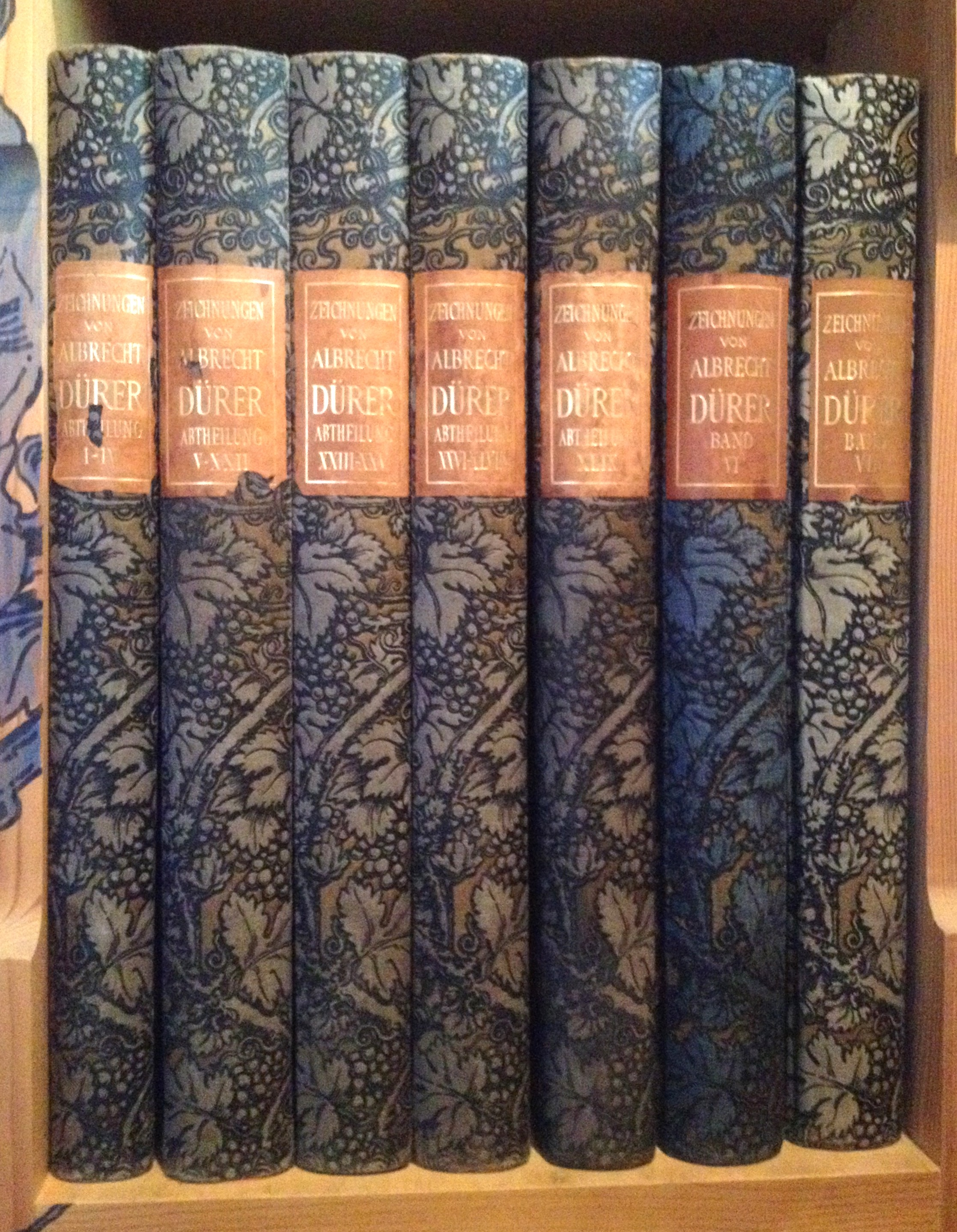
Фрідріх Ліпманн: «Малюнки Альбрехта Дюрера», 7 томів.

- mit Joseph Meder, Friedrich Winkler (Hrsg.): Zeichnungen von Albrecht Dürer in Nachbildungen (Lichtdruckfaksimile). G. Grotesche Verlagsbuchhandlung Berlin, 1883—1929, (Groß-Folio).
  - Bd. 1: (F. Lippmann, 1883) Abteilung I—IV (Sammlung Kupferstichkabinett Berlin, Sammlung William Mitchell, John Malcolm of Poltalloch, Frederick Locker)
  - Bd. 2: (F. Lippmann, 1888) Abteilung V—XXII (Sammlungen in Bremen, Braunschweig, Coburg, Weimar, Hamburg, Graz, London, Prag, Düsseldorf, Berlin, Budapest, Bamberg, Frankfurt, München, Dresden und Darmstadt)
  - Bd. 3: (F. Lippmann, 1894) Abteilung XIII—XXV (Sammlungen der Museen in London und Paris)
  - Bd. 4: (F. Lippmann, 1896) Abteilung XXVI–XLVIII (Sammlungen in Chantilly, Paris, Schloss Windsor, Oxford, Chatsworth, Warwick, London, Turin, Wien, Prag, Erlangen, Karlsruhe und Berlin)
  - Bd. 5: (J. Meder, 1905) Abteilung XLIX (Sammlung in der Albertina in Wien) (nach Lippmanns Tod erschienen)
  - Bd. 6: (F. Winkler, 1927) Abteilung VI (Lehrjahre und Reisen) (nach Lippmanns Tod erschienen)
  - Bd. 7: (F. Winkler, 1929) Abteilung VII (Nürnberger Jahre und Reisen) (nach Lippmanns Tod erschienen)
- mit Cornelis Hofstede de Groot (Hrsg.): Zeichnungen von Rembrandt Harmensz van Rijn In den Original-Farben nachgebildet durch Emrik & Binger in Haarlem. Erste Folge: Lieferung I—IV. 200 Zeichnungen in 4 Mappen (Leinwand), nummeriert von 1–200. Jede Mappe umfasst 50 Zeichnungen. Die Erstauflage erschien in Berlin in 1888—1892. Die zweite, unveränderte Auflage ist herausgegeben unter der Leitung von C. Hofstede de Groot und wurde nur in 75 Exemplaren gedruckt.
- Der Kupferstich. W. Spemann, Berlin 1893.
- (Hrsg.): Lucas Cranach — Sammlung von Nachbildungen seiner vorzüglichsten Holzschnitte und seiner Stiche, G. Grote´sche Verlagsbuchhandlung, Berlin 1895 (Онлайн [Архівовано 9 липня 2021 у Wayback Machine.]).